# Esther Stam
Pour les articles homonymes, voir Stam.
Esther Stam, née le 11 mars 1987 à Zutphen, est une judokate néerlandaise et géorgienne.

## Palmarès international en judo
| Sous les couleurs de la Géorgie | Sous les couleurs de la Géorgie | Sous les couleurs de la Géorgie |
| Championnats d'Europe           | Championnats d'Europe           | Championnats d'Europe           |
| Année                           | Médaille                        | Catégorie                       |
| ------------------------------- | ------------------------------- | ------------------------------- |
| 2016                            | argent                          | –70 kg                          |
| Sous les couleurs des Pays-Bas  |                                 |                                 |
| Universiade                     |                                 |                                 |
| Année                           | Médaille                        | Catégorie                       |
| 2011                            | or                              | –63 kg                          |